# 웨딩 플래너

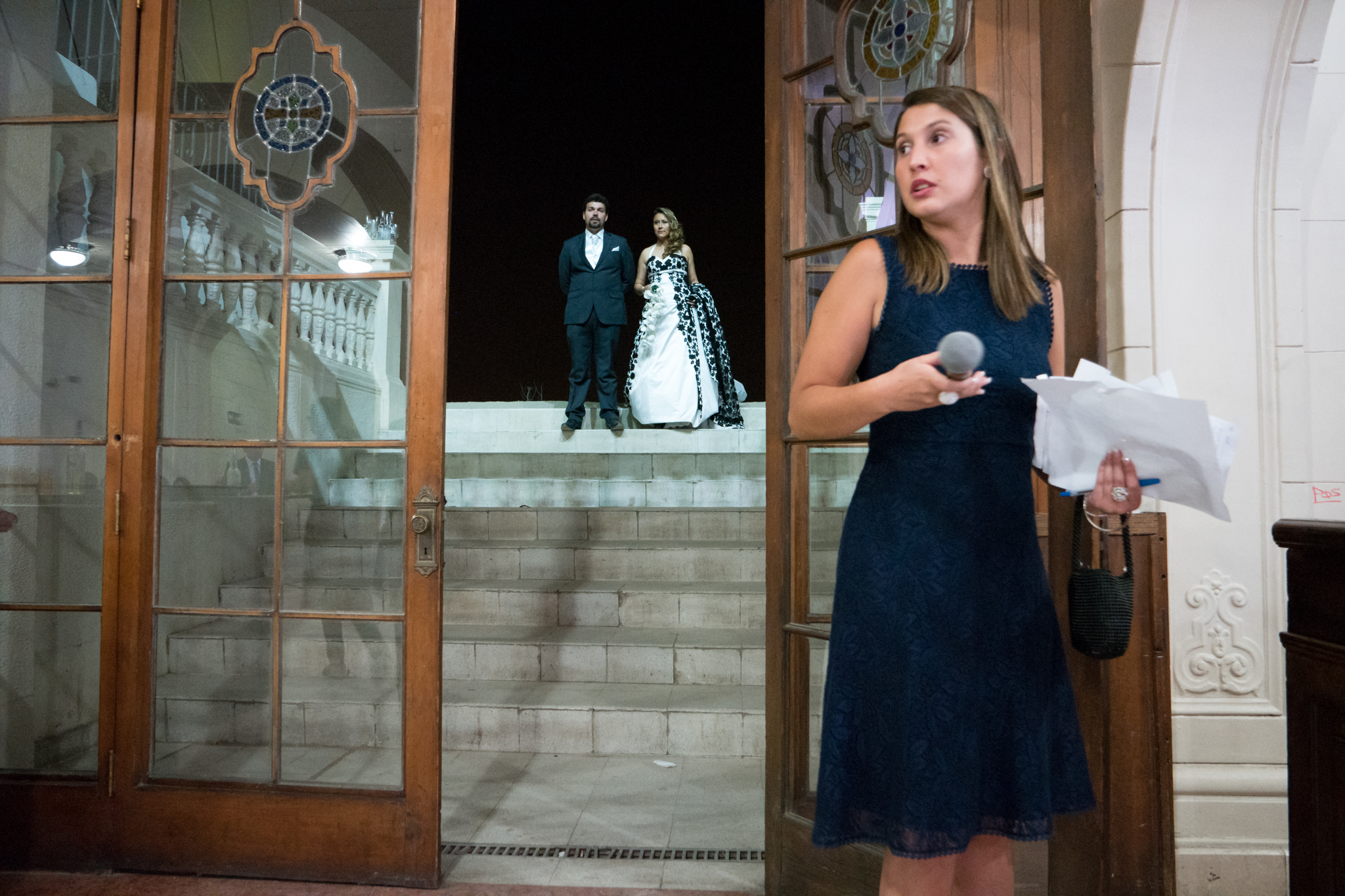
칠레 결혼식의 플래너

웨딩플래너(wedding planner), 또는 결혼도우미는 고객의 혼인을 설계하고 계획하고 관리하는 일을 돕는 전문가이다. 결혼은 인생에서 중요한 사건이므로 커플은 자신들의 혼인이 잘 구성될 수 있도록 상당한 금액을 투자할 용의가 있다. 웨딩 플래너는 장시간 일하고 결혼 장소와 결혼 제공자를 관리하는 시간이 거의 없는 커플들이 이용하는 일이 많다.
전문 웨딩 플래너들은 전 세계적으로 많으나 최대 산업은 미국, 인도, 유럽 서부, 중국에 위치해 있다. 다양한 웨딩 계획 코스를 이용할 수 있다.